# Grabkowo (gromada)
Grabkowo – dawna gromada, czyli najmniejsza jednostka podziału terytorialnego Polskiej Rzeczypospolitej Ludowej w latach 1954–1972.
Gromady, z gromadzkimi radami narodowymi (GRN) jako organami władzy najniższego stopnia na wsi, funkcjonowały od reformy reorganizującej administrację wiejską przeprowadzonej jesienią 1954 do momentu ich zniesienia z dniem 1 stycznia 1973, tym samym wypierając organizację gminną w latach 1954–1972.
Gromadę Grabkowo z siedzibą GRN w Grabkowie utworzono – jako jedną z 8759 gromad na obszarze Polski – w powiecie włocławskim w woj. bydgoskim, na mocy uchwały nr 24/17 WRN w Bydgoszczy z dnia 5 października 1954. W skład jednostki weszły obszary dotychczasowych gromad Czerniewiczki, Dziardonice i Grabkowo ze zniesionej gminy Kowal, obszar dotychczasowej gromady Bogusławice oraz folwark Ossówek i folwarki Dąbrówka A, B i C z dotychczasowej gromady Strzały ze zniesionej gminy Baruchowo, a także folwark i wieś Kępka Szlachecka z dotychczasowej gromady Wiktorowo oraz wieś Dąbrówka Połajewska z dotychczasowej gromady Unisławice ze zniesionej gminy Kłóbka, w tymże powiecie. Dla gromady ustalono 23 członków gromadzkiej rady narodowej.
Gromadę zniesiono 31 grudnia 1959, a jej obszar włączono do gromad Kowal (wsie Grabkowo, Bogusławice, Dąbrówka Połajewska, Ossóweczek i Grabkowo Poduchowne oraz miejscowości Bogusławice Folwark, Czerniewiczki Parcele, Czerniewiczki Folwark, Ossówek Folwark, Grabkowo Folwark, Dziardonica Parcele, Dąbrówka AB i Dąbrówka C) i Czerniewice (wsie Kępka Szlachecka i Kępka Szlachecka Folwark) w tymże powiecie.